# Spidean a Choire Leith
Spidean a Choire Leith är ett berg i Storbritannien.   Det ligger i kommunen Highland och riksdelen Skottland, i den nordvästra delen av landet, 700 km nordväst om huvudstaden London. Toppen på Spidean a Choire Leith är 1 055 meter över havet.
Terrängen runt Spidean a Choire Leith är huvudsakligen kuperad. Spidean a Choire Leith är den högsta punkten i trakten. Trakten runt Spidean a Choire Leith är nära nog obefolkad, med mindre än två invånare per kvadratkilometer. Trakten runt Spidean a Choire Leith består i huvudsak av gräsmarker.